# Тениска сезона Новака Ђоковића у 2015. години
Ђоковић је традиционално почео годину егзибиционим турниром у Абу Дабију. Иако је у полуфиналу савладао Станисласа Вавринку изгубивши само три гема, финале је због болести био принуђен да преда Ендију Марију. Био је ово први пут да је српски тенисер играо у престоници Уједињених Арапских Емирата, а да није освојио титулу. Пре Отвореног првенства Аустралије, Ђоковић је одлучио да одигра и један званичан турнир, први пут од 2009. године. На свом дебитантском наступу у Дохи, престоници Катара, изгубио је у четвртфиналу од хрватског ветерана Иве Карловића у три тесна сета
На првом гренд слем турниру сезоне Ђоковић је био постављен за првог носиоца. Прошао је до полуфинала без изгубљеног сета, што му није пошло за руком још од Вимблдона 2013. У четвртфиналу је савладао Милоша Раонића. У полуфиналу је одиграо свој трећи меч у последње три године у Мелбурну против Станисласа Вавринке. Баш као и претходна три гренд слем сусрета који су играли српски и швајцарски тенисер, и овај је решен после пет сетова. Ђоковић је успео да се реваншира браниоцу титуле за прошлогодишњи пораз у четвртфиналу резултатом 7:6(1), 3:6, 6:4, 4:6, 6:0. Меч је обележен бројним грешкама и нервозом оба такмичара. У финалу је следила реприза окршаја из 2011. и 2013, између Ђоковића и Ендија Марија. И овог пута је Србин изашао као победник, у мечу који је веома подсећао на њихов четвртфинални сусрет на Отвореном првенству САД прошле године. Крајњи резултат је гласио 7:6(5), 6:7(4), 6:3, 6:0. Ђоковић је овом победом освојио своју осму гренд слем титулу и рекордну пету у Мелбурну (у Опен ери).
Након три недеље, Ђоковић је наступио на Тениском првенству Дубаија, из категорије АТП 500. У полуфиналу је савладао Томаша Бердиха резултатом 6:0, 5:7, 6:4. У финалу је, међутим, изгубио од браниоца титуле, Роџера Федерера, са 3:6, 5:7.
Наредног викенда Ђоковић је, заједно са колегама из репрезентације Србије, у Краљеву дочекао хрватски тим у оквиру првог кола Дејвис купа. Остварио је победу у појединачној конкуренцији против Мата Делића, и у конкуренцији парова са Ненадом Зимоњићем. Србија је максималним резултатом (5:0) прошла у четвртфинале.
Током марта, Ђоковић је успео да одбрани титуле на прва два Мастерса у сезони — у Индијан Велсу и у Мајамију. Тиме је постао први играч који је у три различите године освојио оба турнира.
У Калифорнији је Ђоковић играо сигурно и без изгубљеног сета је стигао у финале. У четвртом колу је победио Џона Изнера. У четвртфиналу му се пре меча предао Бернард Томић, а у полуфиналу је убедљиво савладао Ендија Марија (6:2, 6:3). Први пут у историји овог турнира, исти играчи су одиграли два узастопна финала. У репризи прошлогодишњег сусрета, Ђоковић је савладао Роџера Федерера са 6:3, 6:7(5), 6:2, иако је имао прилику да меч реши већ у другом сету. Тиме је, уз Федерера, постао најтрофејнији играч у Индијан Велсу.
На Флориди је Ђоковић играо са више осцилација, што се посебно видело у сусрету четвртог кола са Александром Долгополовом, када је Украјинац био на поен од сета и двоструког брејка предности. Ипак, Ђоковић је стигао до шестог финала у Мајамију, сигурнијом игром против Давида Ферера и Џона Изнера. Финале је играо против Ендија Марија, и по трећи пут у сезони успео да савлада Британца, овог пута резултатом 7:6(3), 4:6, 6:0. На овом турниру Ђоковић је добио четири сета без изгубљеног гема, и освојио своју пету титулу.
Први турнир на шљаци у 2015. години за Ђоковића био је Мастерс у Монте Карлу, где га је претходне године у полуфиналу зауставио Роџер Федерер. Овог пута је противник првог тенисера света у тој фази такмичења био Рафаел Надал, са којим се није састао још од Ролан Гароса претходне године. Претходно је, у четвртфиналу, Србин убедљивим резултатом савладао Марина Чилића (6:0, 6:3), док је Шпанац забележио прву победу над играчем из првих 10 у сезони, елиминисавши земљака Ферера. Четрдесет и трећи сусрет двојице великих ривала добио је Новак Ђоковић резултатом 6:3, 6:3, и тако по пети пут савладао Надала на шљаци. У финалу Ђоковић није пружио своју најбољу игру, али је ипак успео да победи Томаша Бердиха са 7:5, 4:6, 6:3 и по други пут освоји турнир у Монаку. Тиме је постао први тенисер у историји који је освојио прва три Мастерс турнира у сезони.
Турнир у Мадриду Ђоковић је одлучио да прескочи другу годину заредом, овог пута због умора.
На Мастерсу у Риму Ђоковић је бранио титулу. Према сопственим речима, све до полуфинала није био задовољан игром, што се одразило и на резултат — сва три меча, против Алмагра, Белучија и Нишикорија, морао је да решава у три сета. Полуфинале је донело сигурнију игру против Давида Ферера и победу резултатом 6:4, 6:4. У финалу је Ђоковић одиграо најбољи меч на турниру, савладавши Роџера Федерера са 6:4, 6:3. Тиме је продужио свој низ победа на 22 и освојио четврти Мастерс у сезони.
Други гренд слем турнир сезоне, Ролан Гарос, српски тенисер је започео победом у три сета против Јарка Нијеминена. Наредна три меча, против Милера, Кокинакиса и Гаскеа, такође је добио максималним резултатом. У четвртфиналу се по седми пут на овом турниру састао са Рафаелом Надалом, први пут у овако раној фази још од њиховог првог меча, 2006. године. Томе је допринео Шпанчев пад на ранг листи услед слабих резултата током сезоне. Ђоковић је прекинуо Надалову петогодишњу доминацију на париском гренд слему, задајући му тек други пораз у каријери на овом турниру. Резултат је био убедљив: 7:5, 6:3, 6:1. То је, такође, била прва Ђоковићева победа над Надалом на неком гренд слем турниру још од финала Отвореног првенства Аустралије 2012. Противник првог тенисера света у полуфиналу био је Енди Мари. Ни Британац ни Србин нису доживели пораз на шљаци те сезоне, с тим што је Мари освојио своје прве титуле на овој подлози, у Минхену и Мадриду. Ђоковић је релативно лако освојио уводна два сета са по 6:3. У трећем је пропустио две везане брејк-лопте, и Мари је успео да освоји сет са 7:5. Средином четвртог сета, због најављене олује у Паризу, меч је прекинут и одложен за сутрашњи дан. Мари је боље отворио наставак дуела, освојивши и четврти сет са 7:5, пре него што је Ђоковић преузео иницијативу и завршио са 6:1 у петом. Тиме се пласирао у своје треће финале на једином гренд слему који му недостаје. Овогодишњи противник био је Станислас Вавринка. Швајцарац је одиграо један од најбољих мечева у каријери, а колико је био доминантан говори податак да је имао 60 директних поена наспрам Ђоковићевих 30 Након четири сета, Вавринка је освојио свој други гренд слем у каријери, онемогућивши Ђоковића да комплетира титуле са сва четири највећа турнира.
Упркос додатној недељи коју је АТП увео између Ролан Гароса и Вимблдона, Ђоковић је одлучио да не игра ниједан припремни турнир пред трећи гренд слем сезоне, на којем је бранио титулу. Прва три кола прошао је без изгубљеног сета. У осмини финала се суочио са Кевином Андерсоном. Високи Јужноафриканац је добио прва два сета у тај-брејковима. Ђоковић је узвратио са 6:1, 6:4. Меч је потом прекинут због мрака. Наредног дана српски тенисер је тешко привео сусрет крају, резултатом 7:5. У четвртфиналу и полуфиналу Ђоковић је продужио свој низ победа против Марина Чилића и највећег изненађења турнира, Ришара Гаскеа, победивши их обојицу са 3:0. Финале је донело репризу прошлогодишњег сусрета између Роџера Федерера и Новака Ђоковића. Први тенисер света је поново успео да тријумфује и тако први пут одбранио титулу на неком гренд слему од 2013. године. Ова победа је била нешто лакша него прошлогодишња, пошто је меч завршен у четири сета: 7:6(1), 6:7(10), 6:4, 6:3. Најузбудљивији део сусрета, тај-брејк другог сета, Федерер је успео да добије упркос томе што је Ђоковић имао пет сет-лопти. Неки коментатори су овај тај-брејк назвали једним од најбољих свих времена на Вимблдону. Ђоковић се овом победом осамио на петом месту Опен ере, са девет гренд слем титула, иза Федерера, Надала, Сампраса и Борга. Освојивши трећи Вимблдон, изједначио се са својим тренером Борисом Бекером, као и са Џоном Макенроом.
Летњу америчку серију турнира први тенисер света почео је на Мастерсу у Монтреалу. Без већих проблема стигао је до четвртфинала, у ком се суочио са Ернестсом Гулбисом. Летонац је у тај-брејку другог сета имао две меч-лопте, али је Ђоковић успео да их спаси и преокрене резултат. У полуфиналу је савладао Жеремија Шардија резултатом 6:4, 6:4. У борби за титулу суочио се са Ендијем Маријем. Британац је успео да прекине низ од осам везаних пораза против Ђоковића и однео победу резултатом 6:4, 4:6, 6:3. Кључан део меча био је пети гем трећег сета, који је трајао скоро 20 минута, и у којем српски тенисер није успео да искористи шест брејк-лопти. На овом турниру Ђоковић је, заједно са Јанком Типсаревићем, наступао и у конкуренцији парова. Стигли су до полуфинала, где су поражени од канадско-француске комбинације Нестор/Роже-Васелен.
Следеће недеље почео је Мастерс у Синсинатију, једини турнир из Серије 1000 који Ђоковић још није освојио. Једини меч који је добио без потешкоћа било је четвртфинале против Станисласа Вавринке (6:4, 6:1). Рунду пре тога, Давид Гофен је имао два брејка предности у последњем сету, пре него што је први рекет света преокренуо резултат. У полуфиналу је одиграо још један исцрпљујући меч, против Александра Долгополова. Украјинац је поново, као у њиховом сусрету у Мајамију, био близу победе Своје пето финале у Синсинатију Ђоковић је играо против Роџера Федерера. Швајцарац је играо у свом најбољем издању, а неколико пута је искористио и свој нови трик-ударац из ритерна, те је још једном оставио Ђоковића без титуле у Охају, као и без Златног мастерса. Овим поразом је настављен „пост“ српског тенисера на северноамеричкој турнеји, где је последњу титулу освојио у Торонту 2012.
Последњи гренд слем турнир сезоне, Отворено првенство САД, Ђоковић је почео убедљивим победама над Соузом и Хајдер-Мауером. Већ следећи меч, против Андреаса Сепија, био је тежи тест за првог носиоца, али је ипак завршен са 3:0 у сетовима. Следеће две рунде Ђоковић је играо против два Шпанца, Роуберта Баутисте Агута и Фелисијана Лопеза. У оба је имао потешкоће и изгубио по један сет. Полуфинале је донело нови окршај против Марина Чилића, овога пута браниоца титуле. Хрватски тенисер се мучио са повредом и није успео да пружи своју најбољу игру, те је Ђоковићева победа била више него убедљива: 6:0, 6:1, 6:2 Пласиравши се у финале, српски тенисер је постао трећи човек у Опен ери, после Рода Лејвера и Роџера Федерера, који је успео да стигне до меча за титулу на сва четири највећа турнира у једној сезони Управо се против Швајцарца борио за свој други „Ју-Ес опен“. То је било њихово шесто финале у овој сезони, као и рекордан четрнаести меч на гренд слем турнирима. Федерер је пре сусрета имао низ од 28 добијених сетова, али, упркос томе што му сервис није био на највишем нивоу, Ђоковић је успео да победи са 6:4, 5:7, 6:4, 6:4 и освоји трећи гренд слем турнир ове године, као и десети укупно Поправио је свој учинак у финалима на овом турниру (2:4) и поново се изједначио са Федерером по броју победа (21:21). Такође је стигао до рекордних 16.145 бодова на АТП листи, 6.740 испред Федерера.
За разлику од 2011. године, када је после освајања три гренд слем трофеја Ђоковић попустио у завршници сезоне, 2015. је ситуација била потпуно супротна. Освојио је још четири турнира, чиме је оборио лични рекорд по броју титула у једној сезони.
Можда најдоминантније две недеље у каријери Ђоковић је остварио на турнирима у Пекингу и Шангају. У кинеској престоници му је само Давид Ферер, у полуфиналу, успео да одузме три гема у једном сету. Све остале мечеве, укључујући четвртфинале против Изнера и финале против Рафаела Надала (6:2, 6:2), српски тенисер је добио са четири или мање изгубљених гемова. На тај начин је освојио шесту титулу на овом турниру, где од првог наступа 2009. није доживео пораз. Ниједан сет Ђоковић није изгубио ни на Мастерсу у Шангају. Пут до финала био је, међутим, нешто тежи, поготово четвртфинале против Бернарда Томића (7:6(6), 6:1). У полуфиналу се први тенисер света реванширао Ендију Марију за пораз у Монтреалу, убедљивом победом од 6:1, 6:3. Финале је донело донекле изненађујућег противника, Жоа-Вилфрида Цонгу, који је у претходној рунди савладао Надала. Ђоковић се и Цонги реванширао за пораз у Канади (из 2014. године), поставши играч са највише титула у Шангају.
Последњи Мастерс сезоне, у Паризу, Ђоковић је освојио трећи пут узастопно. Иако није играо на тако високом нивоу као у Кини, успео је да, између осталог, освоји први меч у каријери у којем није направио ниједан брејк, против Томаша Бердиха (7:6(3), 7:6(8)). У полуфиналу је Стен Вавринка прекинуо Ђоковићев низ од 29 добијених сетова, али је потом по други пут у сезони изгубио последњи сет са 0:6. Финале између првог и другог тенисера света, Ђоковића и Марија, протекло је углавном по диктату српског играча (6:2, 6:4). Ђоковић је постао први тенисер у историји који је освојио 6 Мастерса у једној сезони, оборивши сопствени рекорд из 2011.
Пред Завршни турнир сезоне Ђоковић је деловао незаустављиво, што се потврдило у првом мечу групе „Стен Смит“, у којем је Нишикорију препустио само два гема. Међутим, по трећи пут у каријери, Србинов велики низ зауставио је Роџер Федерер. Он је у другом мечу групе задао Ђоковићу први пораз у дворани од 2012. и први пораз на Завршном мастерсу од 2011. Такође га је по други пут спречио да поведе у међусобним дуелима. Упркос овом поразу, Ђоковић је успео да се домогне полуфинала као другопласирани у групи, савладавши Бердиха са 6:3, 7:5. У полуфиналу је видно подигао ниво игре, што му је омогућило убедљиву победу против Рафаела Надала, победника групе „Илија Настасе“. Тиме се први пут у каријери изједначио са Шпанцем по броју победа (23:23). За реванш Федереру није морао да чека дуго — састали су се и у финалу, по трећи пут у последње четири сезоне (рачунајући и неодиграну партију претходне године). За разлику од врло напетог меча из 2012, Ђоковић је овог пута релативно лако заокружио сезону победом од 6:3, 6:4. Постао је први човек са 4 узастопне титуле на Завршном мастерсу и поново се изједначио са Федерером (22:22).
Статистички, ова сезона је најбоља у Ђоковићевој каријери. Освојио је 11 титула: Отворено првенство Аустралије, Вимблдон и Отворено првенство САД, Завршни турнир сезоне, шест Мастерс турнира (Индијан Велс, Мајами, Монте Карло, Рим, Шангај и Париз), као и турнир у Пекингу. Стигао је до финала сва четири гренд слем турнира (поново му је измакао Ролан Гарос), поставши тек трећи играч коме је то успело. Осим тога, стигао је до финала свих турнира на којима је учествовао у сезони, сем првог, у Дохи. То чини рекордан низ од 15 финала, од којих је изгубио четири (Дубаи, Ролан Гарос, Монтреал и Синсинати). Међу важним рекордима још се издвајају и највећи број Мастерс турнира (6), највећи број победа над играчима из првих десет (31), највећи број поена на АТП листи (16.585) и највећа зарада од турнира (21,6 милиона долара). По први пут је целу сезону провео као први тенисер света и по први пут је остварио истовремено изједначење у међусобним дуелима са Федерером и са Надалом. Остварио је однос победа и пораза 82:6 (93%).